# Comunitat de municipis de la Baie du Kernic
La Comunitat de Municipis de la Baie du Kernic (en bretó Kumuniezh kumunioù Bae ar C'hernig) és una estructura intercomunal francesa, situada al département del Finisterre a la regió Bretanya, dins del País de Morlaix. Té una extensió de 133,38 kilòmetres quadrats i una població de 12.268 habitants (2008). Fou creada el 1993 i el cap és Jacques Le Guen (UMP). La seu es troba a Cléder. També és una de les comunitats de municipis que ha signat la carta Ya d'ar brezhoneg.

## Composició
Agrupa 6 comunes :
1. Cléder
2. Lanhouarneau
3. Plouescat
4. Plounévez-Lochrist
5. Tréflaouénan
6. Tréflez